# Kunyu Wanguo Quantu
Kunyu Wanguo Quantu (chinês: 坤輿萬國全圖, pinyin: Kūnyú Wànguó Quántú, lit. ‘Mapa da Miríade de Nações do Mundo’; em italiano:  Carta Geografica Completa di tutti i Regni del Mondo, "Carta Geografica Completa de todos os Reinos do Mundo"), impressa na China, a pedido do Imperador Wanli, em 1602, feita pelo missionário católico italiano Matteo Ricci juntamente com colaboradores nativos, Mandarin Zhong Wentao e o tradutor técnico Li Zhizao, foi o primeiro mapa-múndi conhecido chinês com estilo próximo ao da cartografia europeia. Chamado de "tulipa negra da cartografia" por sua "raridade, importância e exotismo", foi um obra crucial para a expansão do conhecimento oriental sobre o resto do mundo.